# Acanthoxyla
Acanthoxyla (лат.) — род палочников (Phasmatodea), из семейства Phasmatidae. Эндемики Новой Зеландии. 

## Описание
Палочники небольших и средних размеров. Включены в трибу Acanthoxylini (Phasmatidae). Известны только особи женского пола и поэтому размножаются бесполым способом путём партеногенеза. Также для представителей этого рода известна межвидовая гибридизация, триплоидная полиплоидия и диплоидия. Все известные виды рода встречаются только в Новой Зеландии, хотя некоторые были случайно интродуцированы и за пределы этих островов. Название рода Acanthoxyla переводится с греческого как колючая палка (acantho = шип; xyla = дерево). Описано около 10 видов, но многие потом были сведены в синонимы.
- Acanthoxyla geisovii (Kaup, 1866)
  - =Acanthoxyla fasciatus (Hutton, 1899)
  - =Acanthoxyla huttoni Salmon, 1955
  - =Acanthoxyla suteri (Hutton, 1899)
- Acanthoxyla inermis Salmon, 1955
- Acanthoxyla prasina (Westwood, 1859)
  - =Acanthoxyla atroarticulus (Colenso, 1885)
  - =Acanthoxyla filiformis (Colenso, 1885)
  - =Acanthoxyla intermedia Salmon, 1955
  - =Acanthoxyla speciosa Salmon, 1955